# Oyeronke Oyewumi

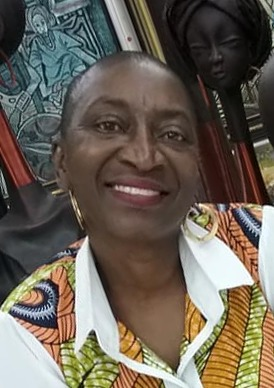
Oyèrónkẹ́ Oyěwùmí (2020)

Oyèrónkẹ́ Oyěwùmí (* 10. November 1957 in Ògbómọ̀ṣọ́) ist eine aus Nigeria stammende Afrikanistin und Genderforscherin, die in den USA lebt und arbeitet. Ihre Forschung gilt als Auslöser für einen Paradigmenwechsel in der Genderforschung, da sie einen eurozentristischen Blick in der bestehenden Forschung offen legte.

## Leben und Wirken
Oyèrónkẹ́ Oyěwùmí ist eine der Töchter des traditionellen Herrschers von Ogbomosho, Oba Oyewumi. Sie studierte an der Universität von Ibadan und der University of California in Berkley. Sie wurde für ihre Arbeit zu kulturellen und historischen Einflüssen auf Genderkonstruktionen weltweit anerkannt, insbesondere für das 1997 erschienene Buch The Invention of Women: Making an African Sense of Western Gender Discourses. Diese Buch wurde unter anderem ins Spanische und ins brasilianische Portugiesisch übersetzt. Oyěwùmí erhielt für ihre Forschung mehrfach Stipendien und Auszeichnungen, so etwa 2021 den Distinguished Africanist Award of The African Studies Association. Sie war die erste afrikanischstämmige Frau, die diesen Preis verliehen bekam.
Die von ihr herausgegebene Aufsatzsammlung African Gender Studies: A Reader, erschienen 2005 bei Palgrave Macmillan, gilt als Antwort auf den Mangel an angemessenen Quellen zur Situation von Frauen in Afrika und auf die Darstellung des afrikanischen Kontinents als leidend. Das Buch wird in den Vereinigten Staaten in der Lehre verwendet. Eine weitere Reaktion Oyèrónkẹ́ Oyěwùmís auf die schlechte Quellenlage in ihrem Arbeitsfeld war die Gründung des Online-Magazins Jenda: A Journal of Culture and African Women’s Studies gemeinsam mit Kolleginnen sowie der Anstoß zur Reihe Gender and Cultural Studies in Africa and the Diaspora im Verlag Palgrave Macmillan.
Oyèrónkẹ́ Oyěwùmí lehrt als Professorin an der Stony Brook University. Sie tritt international als Keynote-Sprecherin auf, so auch in Deutschland und dem übrigen Europa, aber auch in afrikanischen Ländern und Ländern wie Jamaika und Brasilien.

## Veröffentlichungen
- The Invention of Women: Making an African Sense of Western Gender Discourses. University of Minnesota Press, Minneapolis: Minnesota 1997
- African Women and Feminism: Reflecting on the Politics of Sisterhood. Africa World Press, Trenton: New Jersey 2003
- Gender Epistemologies in Africa: Gendering Traditions, Spaces, Social Institutions, and Identities. Palgrave Macmillan 2010
- What Gender is Motherhood: changing Yoruba Ideals of Power, Procreation and Identity in the Age of Modernity. Palgrave Macmillan 2015